# Daeodon shoshonensis
Daeodon shoshonensis (anteriorment Dinohyus hollandi, 'porc terrible de Holland') fou una de les espècies més grosses d'artiodàctils entelodonts. Visqué fa 18-25 milions d'anys a Nord-amèrica. Aquest animal mesurava 3,6 metres de llarg i 2,1 metres d'alçada a l'espatlla, amb un crani d'un metre de llargada i un pes de 1.000 kg. Semblava un porc o senglar gegant i monstruós, amb enormes mandíbules dotades d'ullals i ossos de les galtes prominents. Era un carronyaire i depredador capaç de trencar els ossos de les seves preses.
El conegut gènere Dinohyus fou sinonimitzat amb Daeodon. Com que aquest últim és el nom més antic, té prioritat sobre l'altre.